# Феофилакт (Пинегин)
Феофилакт (в миру Феодор Иванович Пинегин; ум. 1829) — архимандрит Трифонова Успенского монастыря Вятской епархии Русской православной церкви.

## Биография
Феодор Пинегин родился в селе Вожгалы (ныне — в Кумёнском районе Кировской области) в семье православного священника. Окончил курс Вятской духовной семинарии в 1799 году и 4 марта 1800 года рукоположён был в диаконы к Вятскому кафедральному собору.
В 1804 году он овдовел и поступил префектом в Вятскую семинарию. В 1812 году Феодор Пинегин постригся в монашество с именем Феофилакта, 10 марта был рукоположён в иеромонахи и определён в Донской монастырь города Москвы, а в 1814 году возведён в сан архимандрита и назначен настоятелем Слободского монастыря. Заботясь о благоустройстве этого монастыря, Феофилакт находил время для общения с раскольниками, которых обращал в православие. Феофилакт состоял членом духовной консистории и благочинным монастырей.
В 1824 году он был назначен настоятелем Трифонова Успенского монастыря в городе Вятке (ныне Киров), где украсил храм стенною живописью, улучшил церковное пение и существенно расширил монастырские здания.
Скончался Феофилакт (Пинегин) 29 июля 1829 года и был погребён в Воткинском заводе, под тёплой соборной церковью.